# DC EP
DC EP – trzeci album EP Johna Frusciante wydany w 2004 roku.

## Spis utworów
Wszystkie piosenki napisane przez Johna Frusciante.
1. "Dissolve" – 4:27
2. "Goals" – 3:21
3. "A Corner" – 3:35
4. "Repeating" – 3:24